# Elektrische Straßenbahn Heidelberg–Wiesloch
Die Elektrische Straßenbahn Heidelberg–Wiesloch bildete zwischen 1901 und 1923 einen Straßenbahnbetrieb, dessen Zentrale sich in Leimen befand. Nach dem Übergang in das Eigentum der Heidelberger Straßen- und Bergbahn AG wurde der Betrieb bis zu seiner Einstellung 1973 als Teil der Straßenbahn Heidelberg fortgeführt.

## Geschichte

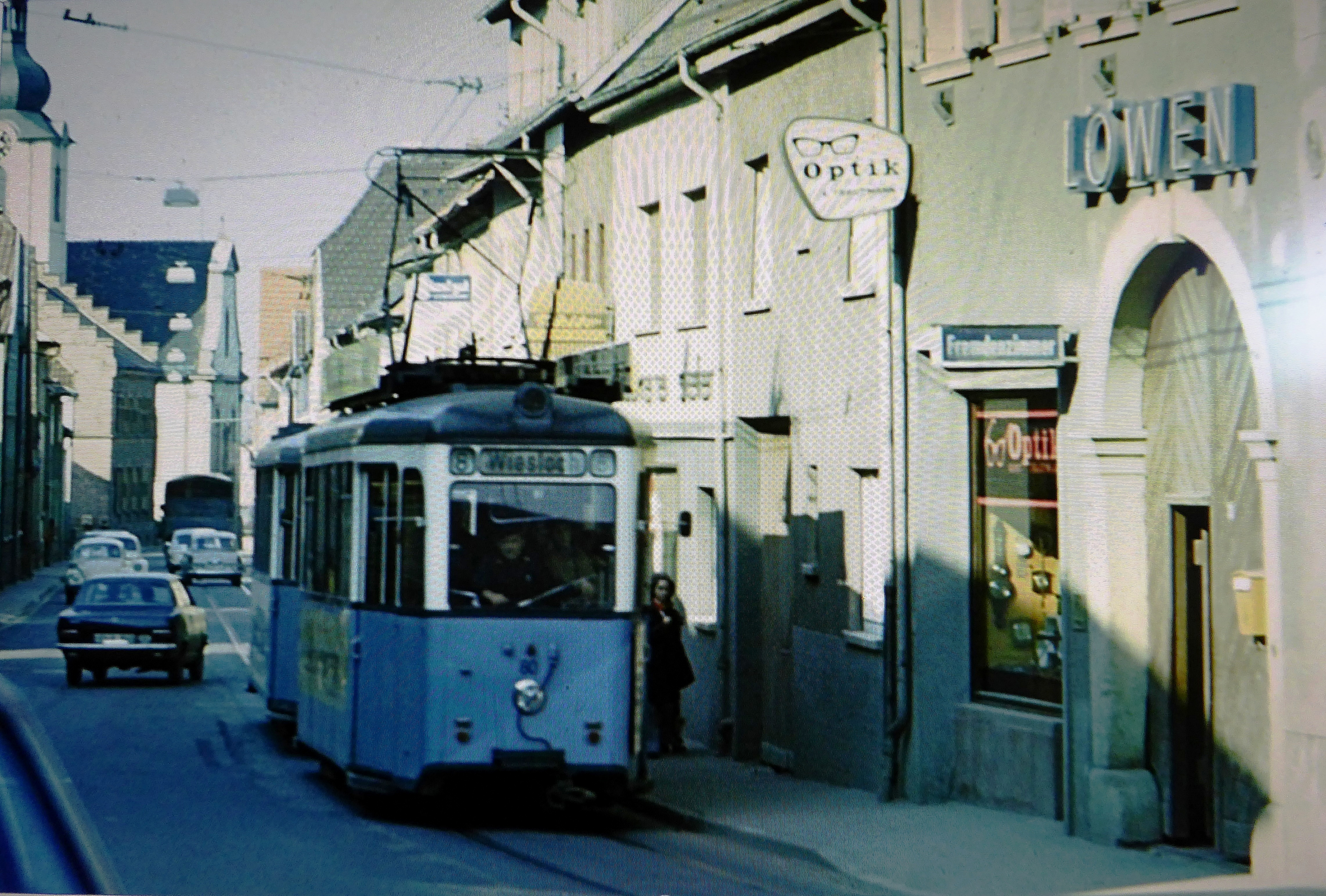
Die Straßenbahn in Nußloch um 1960

Die südlich von Heidelberg gelegenen Ortschaften Rohrbach, Leimen, Nußloch und Wiesloch strebten am Ende des 19. Jahrhunderts nach einer besseren Verkehrsanbindung, da die 1840 eröffnete Rheintalbahn doch ein ganzes Stück an den Orten vorbeigeführt worden war. Erste Konzessionsersuchen gab es 1886. Die endgültige Genehmigung erhielt im Jahre 1900 die Deutsche Eisenbahn-Gesellschaft. In ihrem Auftrag erbaute die AG für Bahnbau und -Betrieb eine 13 km lange Straßenbahn von Heidelberg nach Wiesloch, die am 23. Juli 1901 eröffnet wurde. Diese war von Beginn an elektrifiziert und damit die erste elektrische Straßenbahnlinie in Heidelberg.
Neben dem Personenverkehr konnte die Bahn gute Gewinne durch den Transport von Steinen vom Steinbruch in Nußloch zum Leimener Zementwerk erwirtschaften. Dieser endete am 30. Juni 1918, als für diese Aufgabe die Materialseilbahn Leimen–Nußloch errichtet worden war.
1905 wurde die Bahn von der Deutschen Eisenbahn-Gesellschaft an die Stadt Heidelberg veräußert, die sie an die Heidelberger Straßen- und Bergbahn (HSB) als Betriebsführerin verpachtete. Die Stadt baute noch eine Zweigbahn von Rohrbach nach Kirchheim (1,7 km), die am 19. Februar 1910 den Betrieb aufnahm.
1923 erwarb die HSB die Vorortbahn von der Stadt Heidelberg und beglich den Kaufpreis mit Aktien. Damit endete die Selbständigkeit der Bahn Heidelberg–Wiesloch, da sie nun vollständig in die HSB integriert wurde.
Aufgrund des immer stärker werdenden Autoverkehrs und der schlechteren Finanzlage der HSB kamen in den 1970er Jahren Überlegungen auf, Straßenbahnstrecken stillzulegen. Am 30. September 1972 stellte man den Betrieb von Rohrbach nach Kirchheim und am 16. Juni 1973 zwischen Leimen und Wiesloch ein.

## Nachfolger
Mit der Betriebseinstellung der Straßenbahnen zwischen Rohrbach und Kirchheim 1972 und zwischen Leimen und Wiesloch 1973 wurden Buslinien zwischen den Orten als Ersatz eingeführt. Die Verbindung zwischen Heidelberg und Leimen wird seitdem durch die Straßenbahnlinie 23 der RNV sichergestellt.
Seit 2006 ist die neue Straßenbahnstrecke vom Heidelberger Zentrum nach Kirchheim in Betrieb.
Eine vom Land geförderte Machbarkeitsstudie zu einer Straßenbahnverlängerung von Leimen über Wiesloch und den Bahnhof Wiesloch-Walldorf nach Walldorf, die in Wiesloch abschnittsweise die ehemalige Bahntrasse nutzen könnte, war Ende 2024 in der Umsetzung mit geplanten Ergebnissen im Sommer 2025.